# Forrières
 (novembre 2019).
Si vous disposez d'ouvrages ou d'articles de référence ou si vous connaissez des sites web de qualité traitant du thème abordé ici, merci de compléter l'article en donnant les références utiles à sa vérifiabilité et en les liant à la section « Notes et références ».
Forrières  (en wallon Forîre) est une section de la commune belge de Nassogne située en Région wallonne dans la province de Luxembourg.
C'était une commune à part entière avant la fusion des communes de 1977. 

## Étymologie
Le nom de Forrières trouve son origine dans le mot forriere (fr. ancien) qui désignait une lisière de champs ou de forêt.
Ou bien le nom « Forrières » veut dire « forer » (un puits de mine). Il s'agit d'une traduction ou d'une équivalence  du vieux haut allemand boron qui a donné le nom bure. En fait « Bure » et « Forrières » ont la même étymologie. Le mot latin « foro » est apparenté au vieux haut allemand boron, on notera les resemblances phonétiques entre Forrières, foro, boron et bure. Voir l'étymologie de Bure en Moselle, France.

### Toponymie

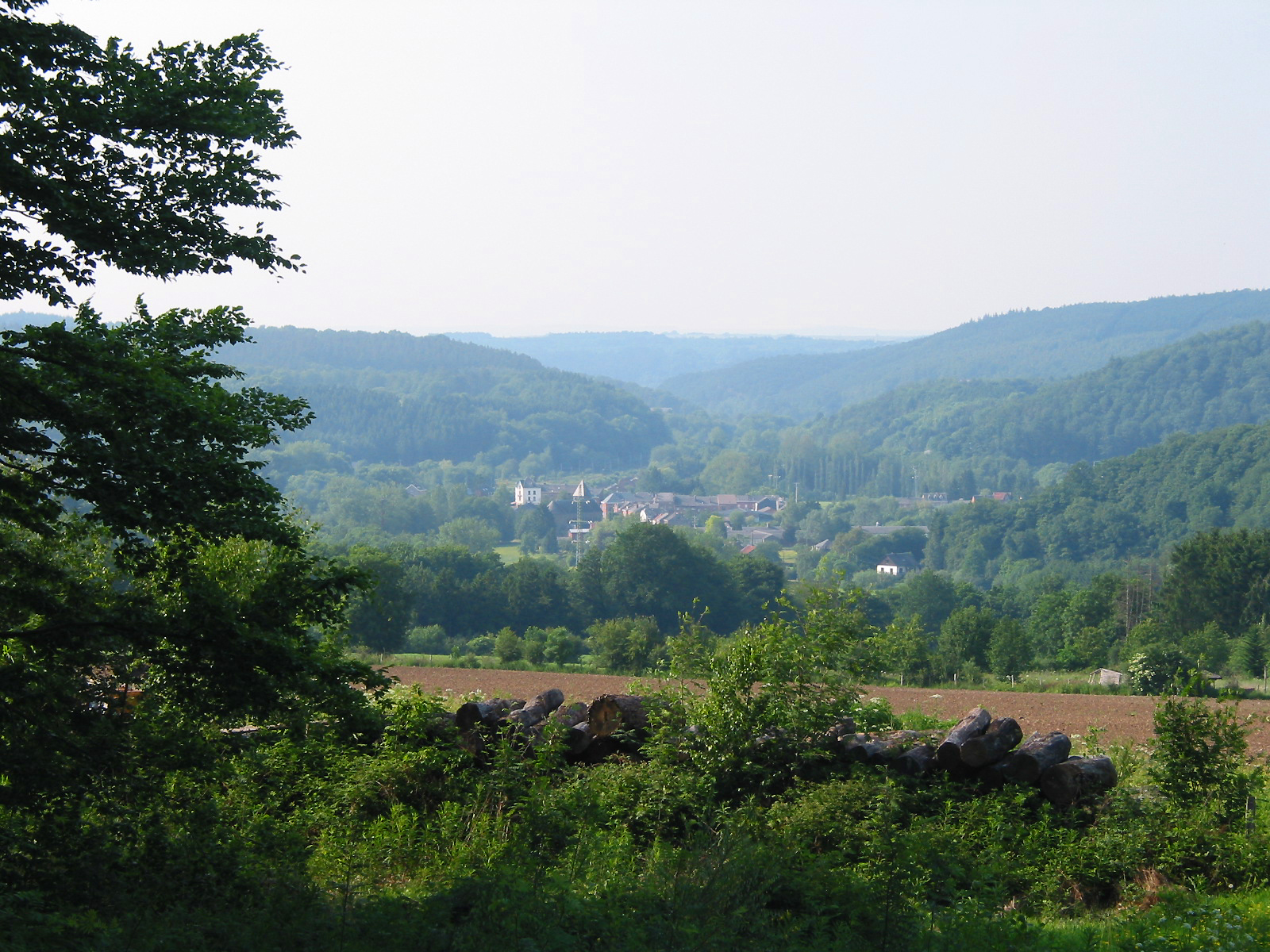
Paysage.

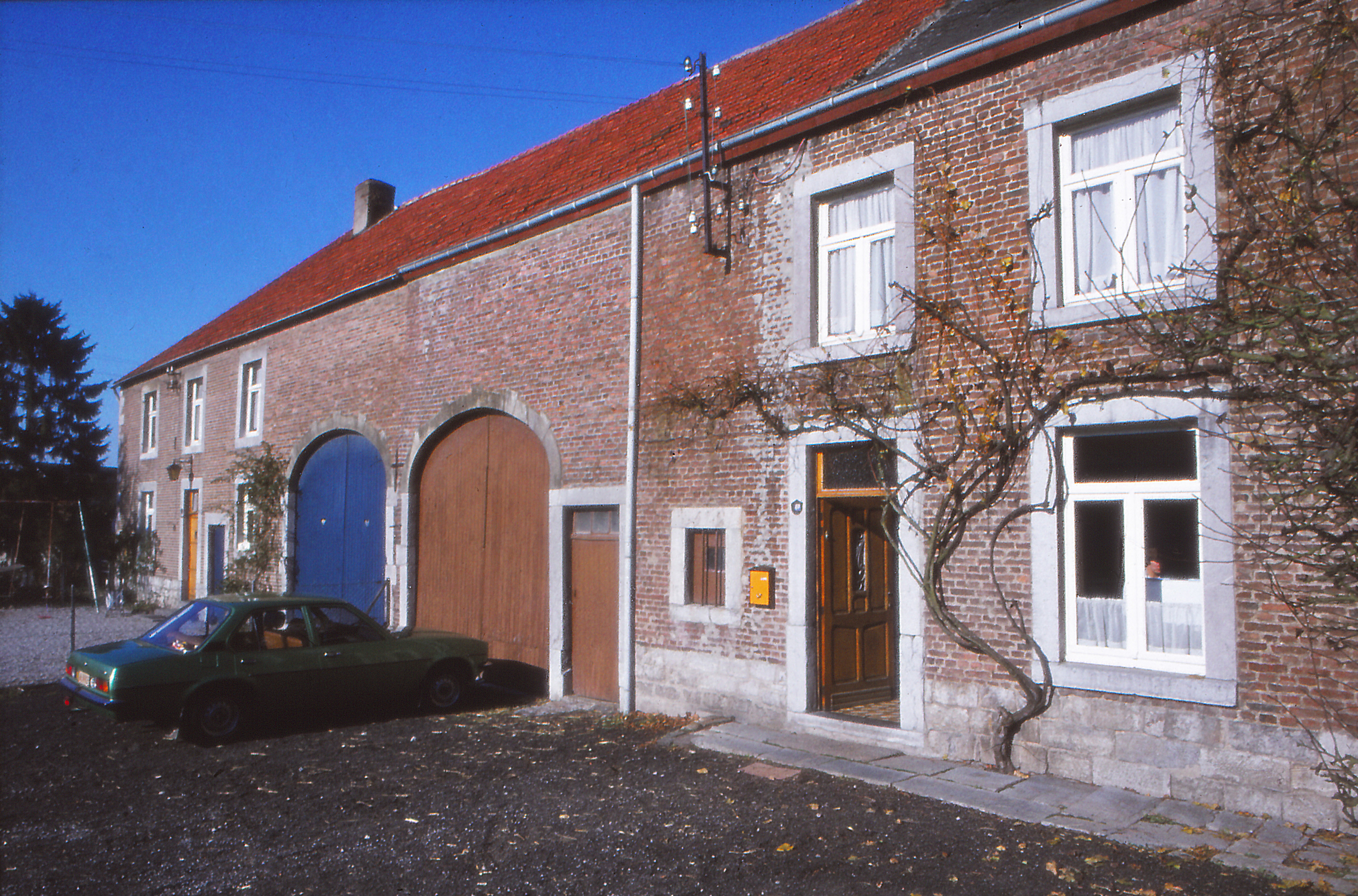
Deux façades famennoises remarquables anciennement sises respectivement aux n° 85 et 87 de la rue des Alliés.

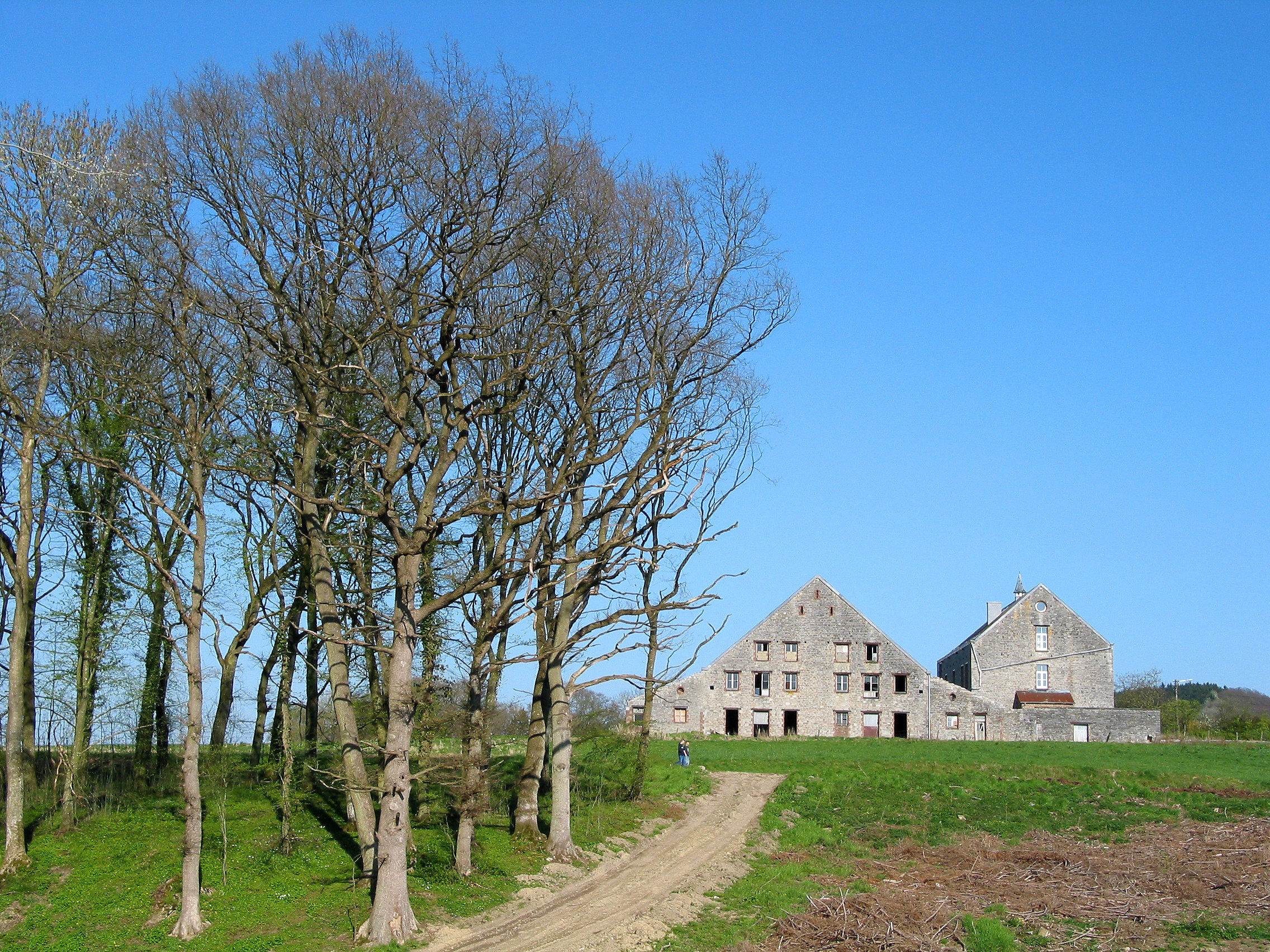
La ferme Saint-Monon.

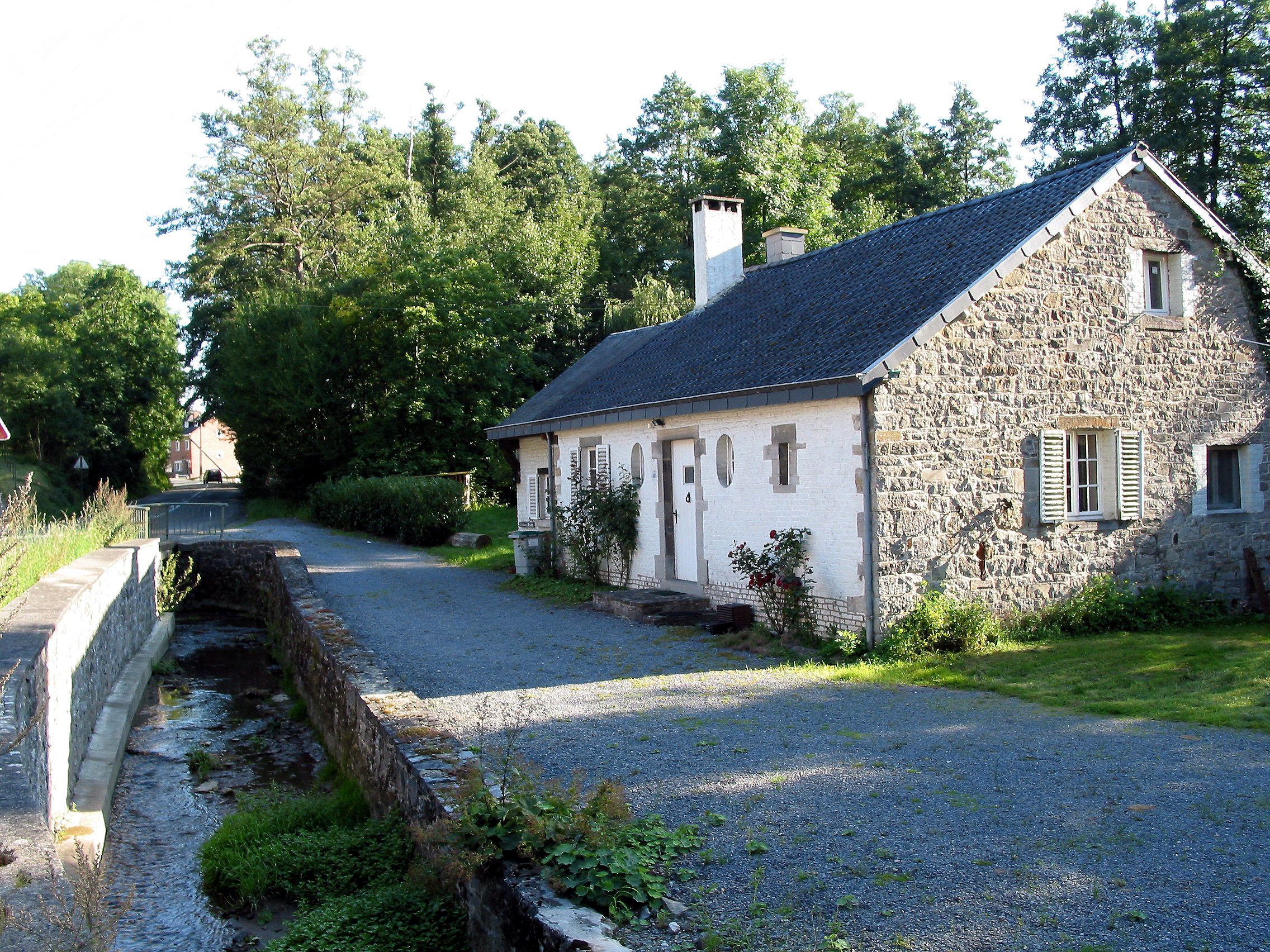
Le vieux moulin.

- Noms de lieux en rapport avec les champs, les prés et les sarts :
  - Longtchamps ;
  - Li Ronchy (signifiant : lieu envahi par les ronces) ;
  - Li tchamps dès nonins ;
  - Li tchamps Notre-Dame ;
  - Toûrnant di clintchamps : prairie à droite en direction de wavreille.

- Noms de lieux en rapport avec les forêts : 
  - Li Bwès djinti (signifiant Le Bois gentil) - entre la Chavée et Rwamont ;
  - Li Cawe du bwès (signifiant La Queue du Bois) ;
  - A Naw' chène ou  Nauchêne  (dérivant du wallon  Au Noû tchin.ne (signifiant Au nouveau chêne) ;
  - Li Grande Ramée ;
  - Li Pitite Ramée ;
  - Li Vî Tchin.ne (signifiant Le Vieux chêne) ;
  - Padrî l' bwès (signifiant Derrière le Bois).

- Noms de lieux en rapport avec le patrimoine religieux :
  - Li Tchapèle dès Cochers (signifiant La Chapelle des Cochers) ;
  - Li Creûs dès Pitits Valèts (signifiant La Croix des Petits Enfants) ;
  - Li Cinse di Sint Monon (signifiant La ferme de Saint Monon).

- Noms en rapport avec l'eau : 
  - Li Ry dol Brandôye (signifiant Le ruisseau de La Brandoie) ;
  - Lieu-dit Nouve Fontin.ne (signifiant Nouvelle fontaine) ;
  - Lieu-dit Li Pompe ;
  - Lieu-dit Riau ;
  - Le ruisseau Ry dol Fosse ;
  - Le ruisseau Ry Veni encore appelé Ry de Lesterny ;
  - La rivière L'Homme ou encore Lhomme.

- Noms de lieux en rapport avec le relief :
  - Li Bosse di Monîye (signifiant vraisemblablement La petite colline du meunier car le moulin banal était situé à proximité) ;
  - Li Chavée ;
  - Li Culée (signifiant rue en cul-de-sac) ;
  - Li Conray ;
  - Li Fond Henry ;
  - Li Fosse (signifiant La Petite Dépression ou Le Petit Vallon) ;
  - l' Horzay ;
  - Li Platê [Platay] (signifiant Le petit plateau) ;
  - Li Plate do Riau (signifiant Le Plateau du ru) ;
  - Li Rwâmont (signifiant le Mont du Roi ou Le Mont Royal -terme qu'on trouve souvent dans la toponymie française sous la forme Montréal.

- Autres noms de lieux :
  - Fochale: prairies situées à gauche de la route de wavreille lorsqu'on se dirige vers cette localité ;
  - Haye landin : entre Noir pré et Ambly ;
  - Haye do Nwâr Prè : Vieille route de Ambly ;
  - Inte lès bans désignant un lieu situé entre Forrières et Ambly où les habitants de Forrières et d'Ambly avaient coutume de se rencontrer pour régler leurs litiges à l'amiable ;
  - Inzomet ;
  - Hadjète : situé entre le noir pré et la fosse ;
  - Lamsoûle ;
  - Lègnîr ;
  - lôneu : le terrain de football de Forrières ;
  - Prè d'Aufe ;
  - Su Tchantî ;
  - Su Walausse ;
  - Su l' Faljau : derrière la ferme Questiaux – prairies situées entre la Voie Notre-Dame et la rue de Lesterny.

- Noms de lieux en rapport avec une industrie ou un monument remarquable :

- - Lès cuvlées do diâle ou Lès pîres do diâle signifiant les pierres du diable (dolmens) ;

- - les Tchafors. (signifiant Fours Chauds  mais étant en fait des Fours à Chaux) ;

- - Li Sabotrîye (signifiant La Saboterie).

- Rues, routes et ruelles : 
  - La rue des Alliés ;
  - La rue du basteau ;
  - La rue de la Chavée ;
  - La rue d'Eccourt ;

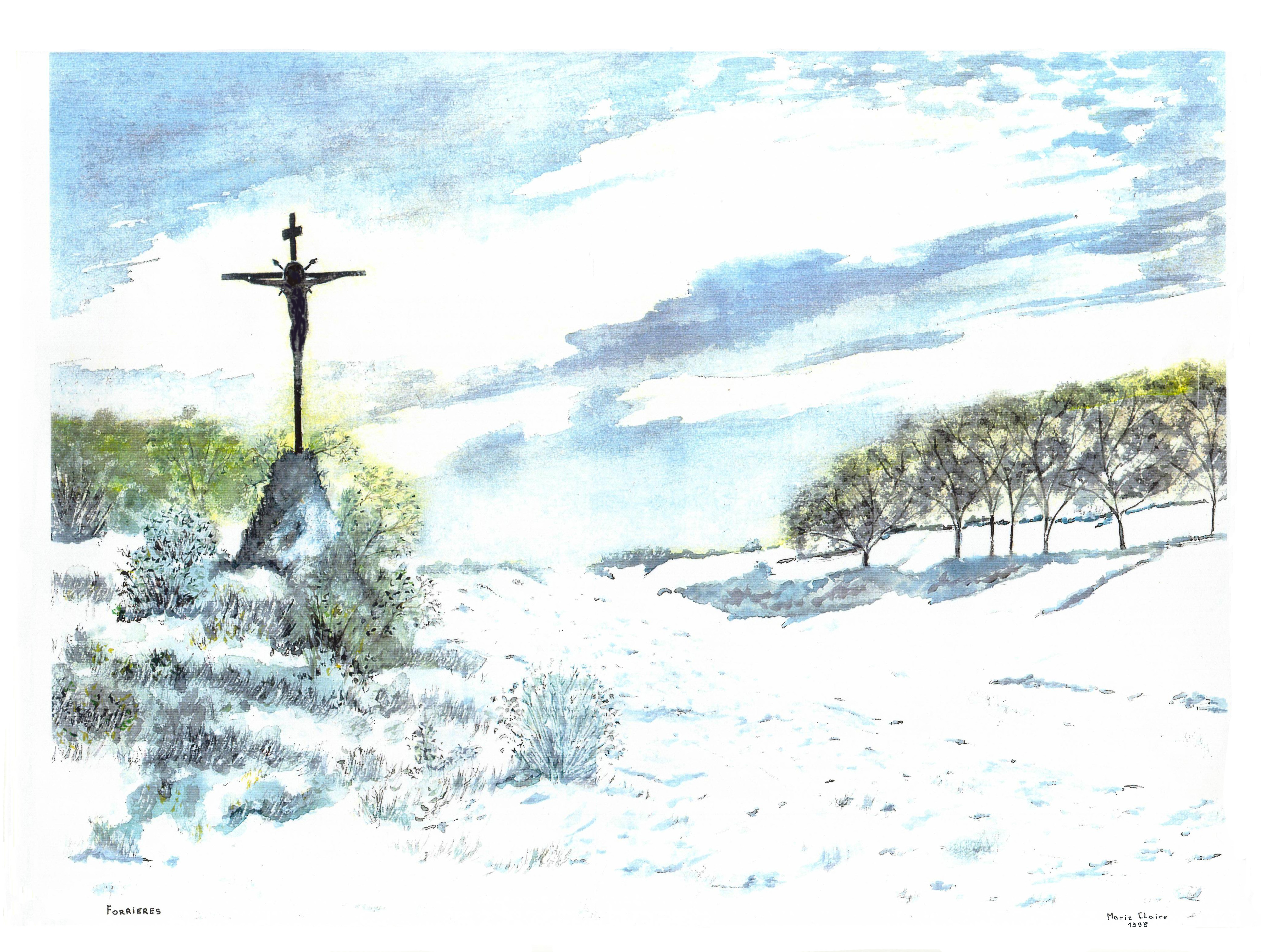
Lès cuvlées do diâle (Les pierres du diable).

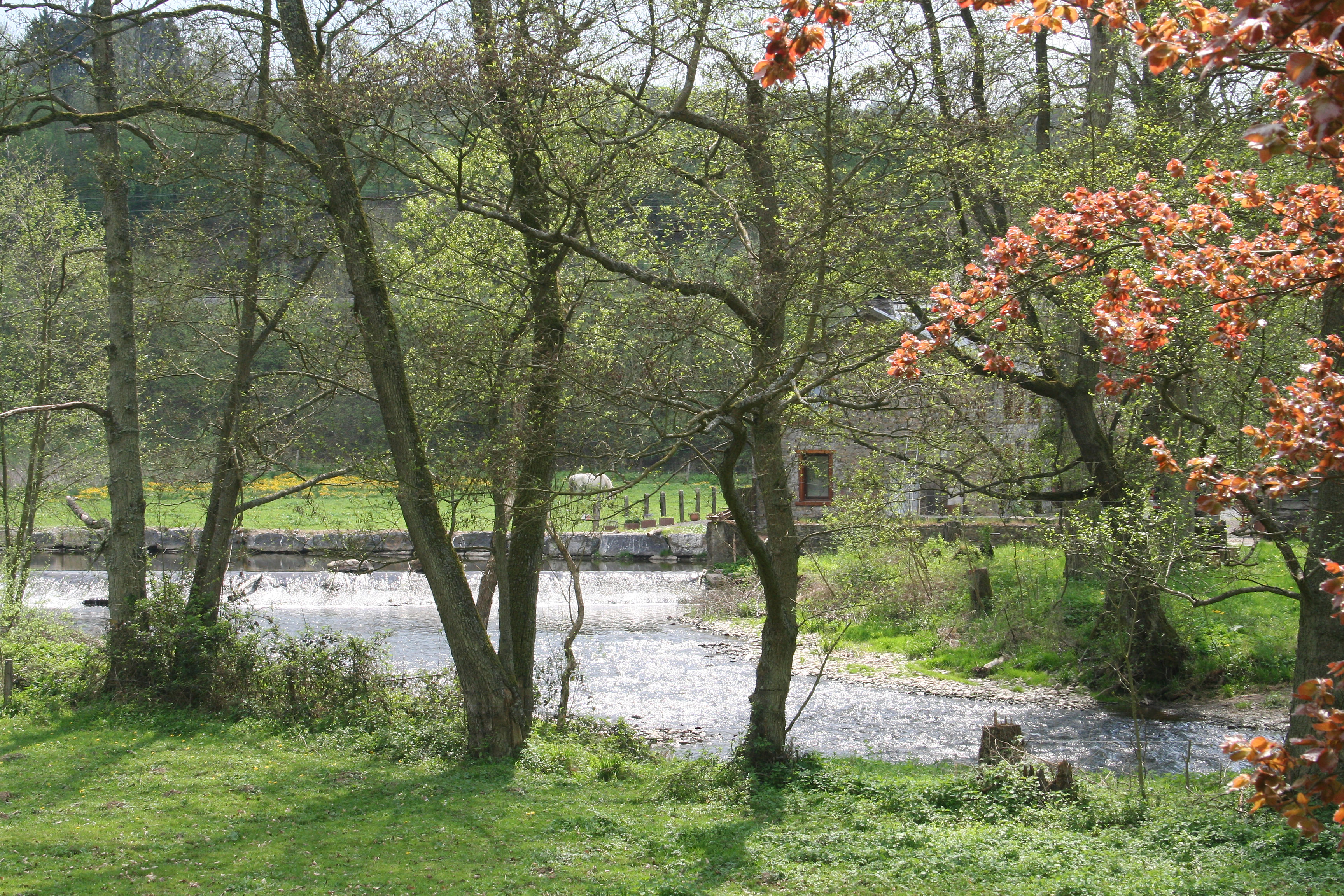
La L'Homme, route de Masbourg.

  - La rue de la Culée (rue en cul-de- sac) ;
  - La rue de Jemelle ;
  - La rue de Lesterny ;
  - La rue de Masbourg ;
  - La rue Mélard ;
  - La route des Catchèts ;
  - La route de la Chapelle des Cochers ;
  - La route de la  Fosse ;
  - La ruelle de la Culée ;
  - La vieille route d'Ambly ;
  - La vieille route de Bure ;
  - La vieille route de Lesterny ;
  - La vieille route de Marche-en-Famenne ;
  - La vieille route de Nassogne ;
  - La vieille route de Rochefort.

## Démographie
- Source : INS recensements population.

## Histoire
La présence humaine est vérifiée en cet endroit dès la période néolithique. En effet, un rapport écrit en 1849 par le juge et archéologue marchois J.B. Geubel atteste qu’on y trouvait encore à  cette date, six dolmens disposés en cercle et comptant dix-huit mégalithes. Il ne reste malheureusement aujourd’hui que six grosses pierres appelées « Pîres do diâle », « Cuvlées do diâle » ou « Les Pierres du Diable » (en français) reposant dans un pré au lieu-dit Inzomet. À la fin du XIXe siècle, les autres mégalithes auraient été cassés, réduits en cailloux et utilisés pour empierrer une route proche.
 
En 1897,  des fouilles superficielles menées par les services  des Musées royaux d'art et d'histoire de Bruxelles ont livré 2 éclats de silex, des fragments d'os et quelques tessons, permettant ainsi d’étayer les vérifications faites par J.B. Geubel.   Plus récemment la région wallonne a classé le site et on espère qu’un jour le site sera aménagé comme il le faudrait.
En 746, on trouvera la première mention écrite du village Ferario (son premier vocable connu) dans une charte de l’époque de Carolingienne.
En 1067, on trouvera mention d'un certain Waro de Foriers en tant que signataire d’une charte de Frédéric de Luxembourg (Duc de Basse Lotharingie) concernant le prieuré de Longlier.
Au milieu du XIIe siècle, le village ainsi que les villages environnants qui dépendaient du Comté de La Roche échurent à Wéry de Walcourt. Ce qui déclencha une longue guerre de succession entre les Comtes de Luxembourg et les seigneurs de Rochefort. Cette guerre ne prit fin qu'à la signature du traité de 1317 entre le roi de Bohême et Jean de Rochefort confirmant ce dernier comme étant bien le possesseur des terres revendiquées.
Outre les désastres amenés par cette guerre de succession, le village eut encore à subir les ravages de la peste en 1636. C'est d'ailleurs à cette époque que les rescapés de cette épidémie firent bâtir une chapelle à Saint Roch pour le remercier de la protection qu'il leur avait accordée. Un procession fut même organisée le  16 août dans le village jusqu'au début du XXIe siècle.

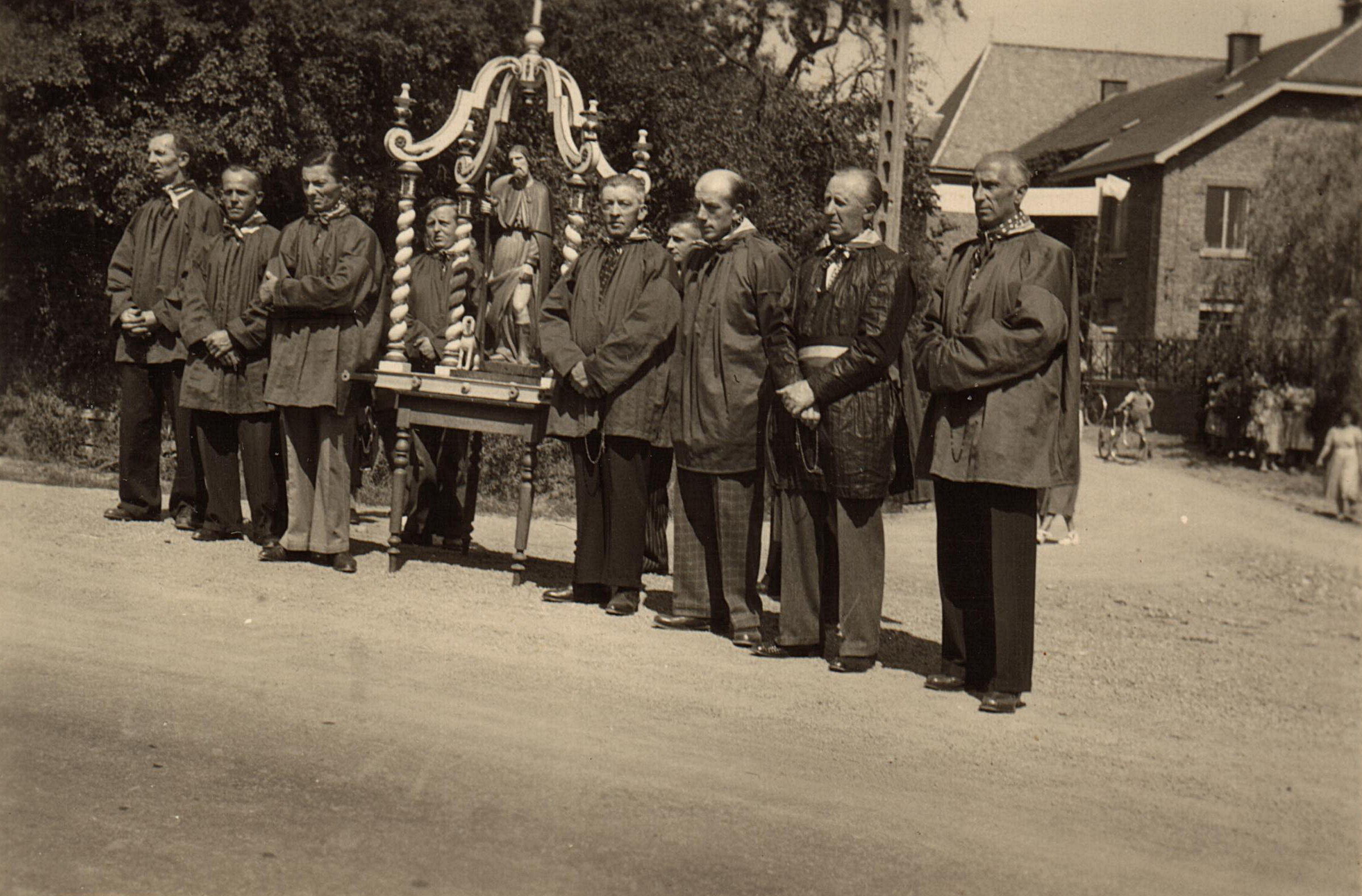
La statue de Saint-Roch et ses porteurs lors de la procession du 16 août 1953.

À peine remis de ces malheurs, en 1640 ce sont les lorrains qui détruisirent le moulin banal du village.
Pour couronner le tout la soldatesque du Grand Condé incendia quatorze ans plus tard la bouverie construite par les seigneurs de Rochefort.
Commune du département de Sambre-et-Meuse créée par la réunion des localités de Forrières et Lesterny, elle fut transférée à la province de Luxembourg après 1839.
Lesterny s'en détacha en 1907 pour former une commune propre.
- La localité est traversée par une rivière portant le nom pittoresque de la L'Homme. Cette rivière y est quant à elle alimentée par les ruisseaux de la Brandoye, du Ry de la Fosse ou  Ry de Bonne Fosse et du Ry Veni ou Ry de Lesterny.
- Altitude : de 200 à 367 m.

## Liste des bourgmestres de 1803 à 1977
- - Fraselle J.J. 1803-1815;
  - Jouret Pierre Jh 1815-1830;
  - Incoul Charles 1830-1858;
  - Jadot Hubert Xavier 1858-1860;
  - Incoul Guillaume 1861-1891;
  - Rochette Remacle 1892-1914;

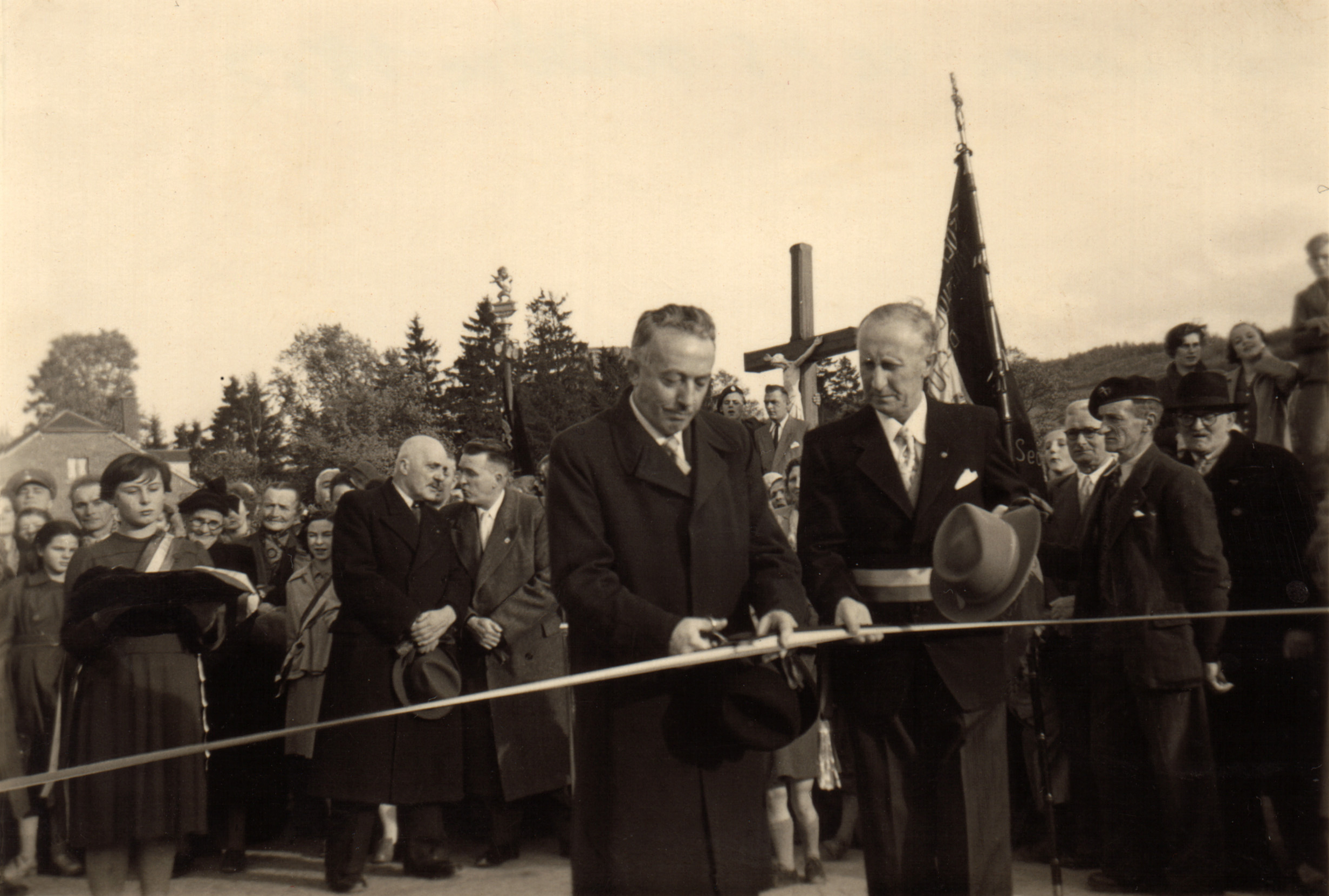
Inauguration du nouveau pont des Battes le 25 octobre 1952 en présence du bourgmestre Gustave Verhaeghe.

  - Poncelet Prosper, bourgmestre ff. 1914-1918;
  - Louis Hubert, bourgmestre ff.1918-1921;
  - Baijot Louis Edouard, bourgmestre ff. 1921.;
  - Louis Hubert 1921-1926;
  - Grandmont François 1927-1932
  - Paul Jean-Baptiste 1933-1938
  - Simonet Edward 1939-1943
  - Cugnon Louis, bourgmestre ff. 1943-1945;
  - Cugnon Louis 1945-1947;
  - Verhaeghe Gustave 1947-1958;
  - Ansotte Joseph 1959-1976.

## Économie

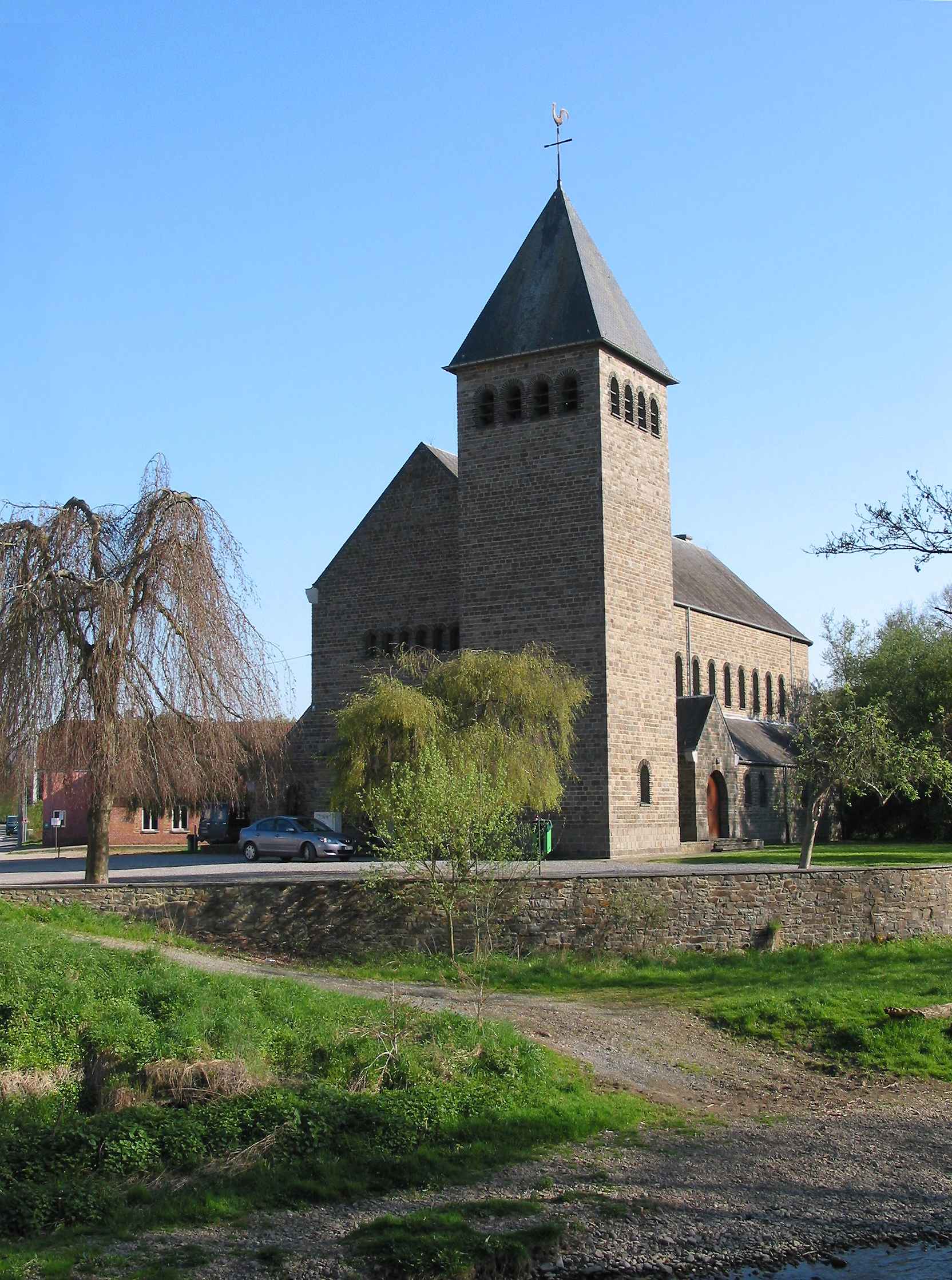
La L'Homme au pied de l’église Saint-Martin.

Après avoir connu toutes les vicissitudes dont il est question dans son histoire, fort heureusement pour Forrières, le XVIIIe siècle fut moins perturbé. C'est alors qu'on prospecta son sol et qu’une société y trouva et y exploita même un petit temps une mine de fer au lieu-dit « sul plate ».
Au XIXe siècle, la découverte et l'exploitation de carrières de pierres à chaux allait non seulement permettre de construire des bâtiments plus solides et d'améliorer l'amendement des sols mais allait stimuler aussi la construction de routes permettant d'exporter la chaux vers les villages voisins.

À la même époque, la mise en service de la ligne de chemin de fer Namur-Arlon allait compléter en beauté le désenclavement de la commune. Plus tard, les ateliers ferroviaires et les ateliers de la poste et des télégraphes de Jemelle allaient fournir jusqu'il y a peu du travail à de nombreux habitants du village.

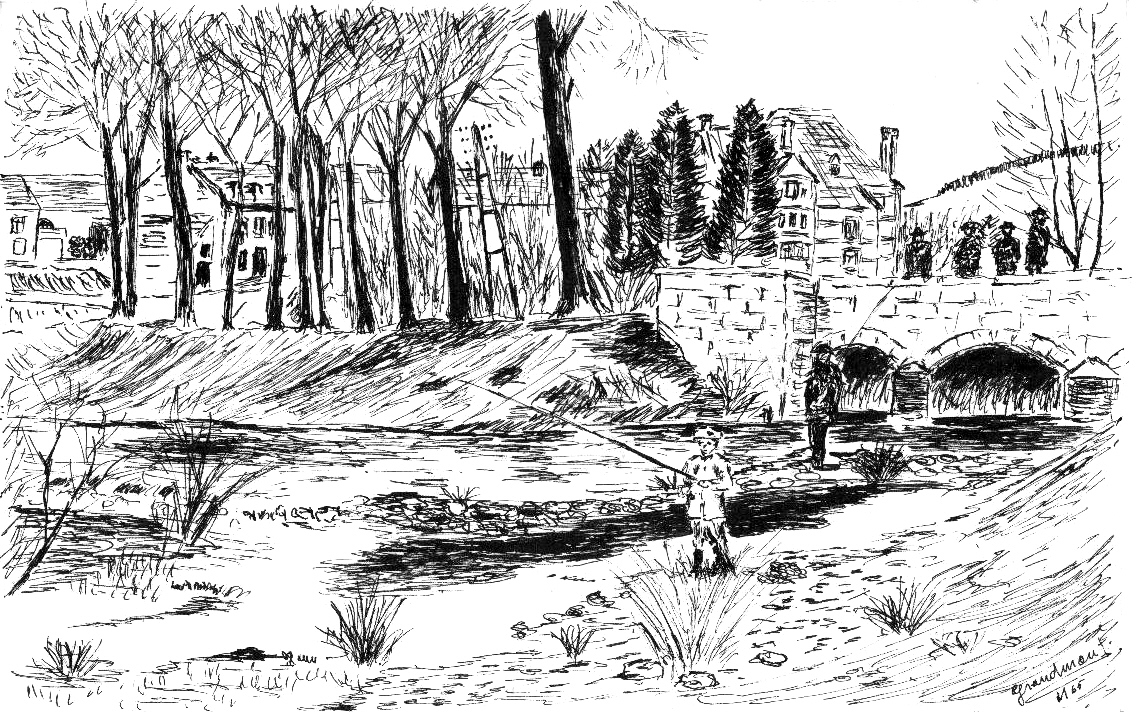
L'ancien pont des « wa ».

Actuellement, seul l'Institut médico pédagogique de la Province de Luxembourg, les écoles, un petit atelier de mécanique, l'entreprise familiale de chez Durand, les commerces et quelques exploitations agricoles permettent encore à un petit nombre d'habitants de trouver du travail sur place. Les autres habitants sont devenus des navetteurs. Toutefois la qualité de vie du village, l’excellence de son emplacement au point de vue voies de communication ainsi que le développement d'un nouveau type de tourisme « vert » permettent réellement d'espérer en la création de ressources nouvelles dans les années à venir. Cet espoir se vérifie déjà dès à présent. En effet de plus en plus de jeunes s'installent dans le village et y ont des enfants.
Par conséquent, le bilan démographique positif est encourageant pour l’avenir de la localité.

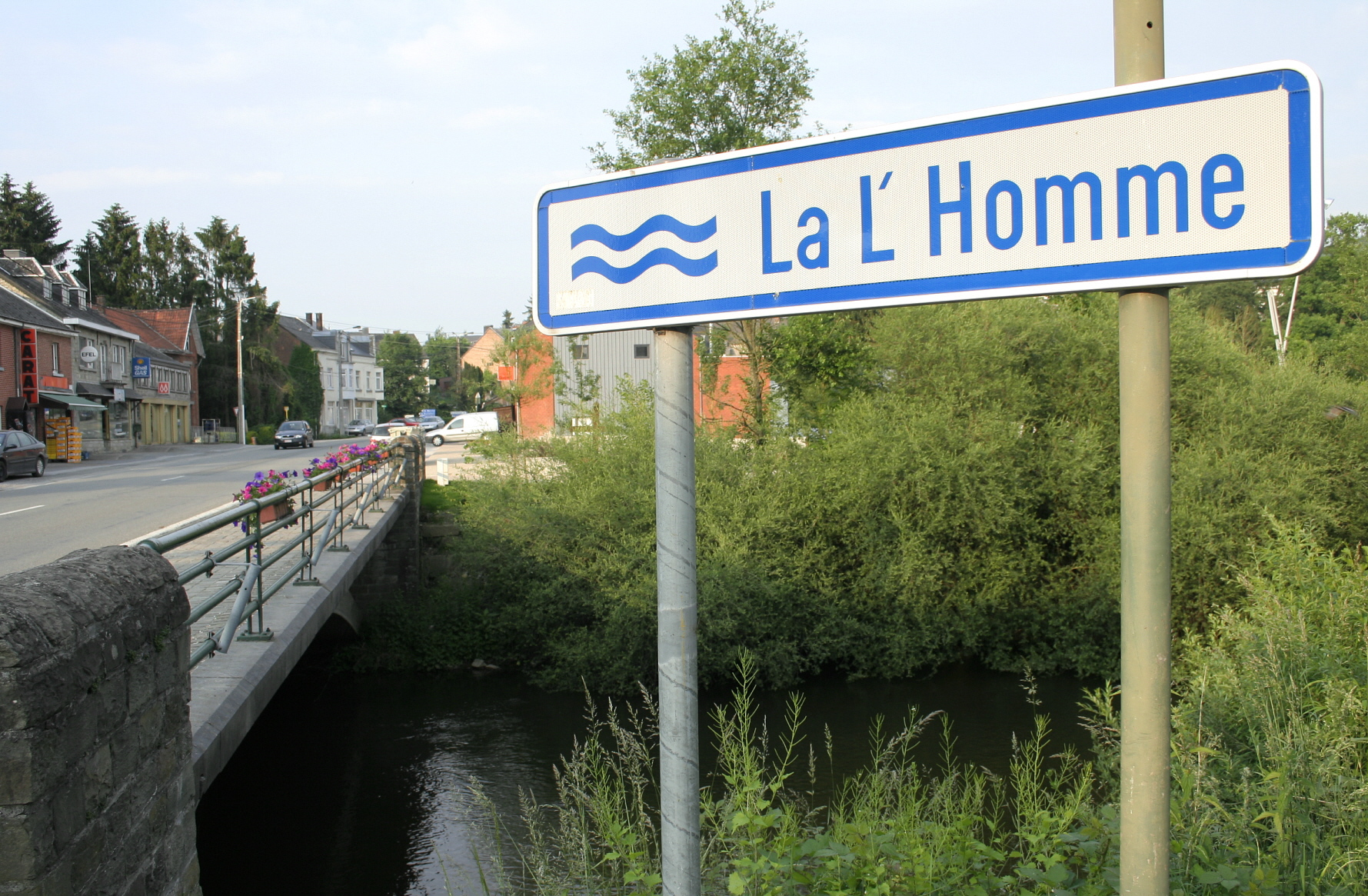
Le nouveau pont des « wa » sur la L'Homme.

### Source et lien externe
- La « cuvelée du Diable » à Forrières